# Your Love Is a Lie
"Your Love Is a Lie" é o segundo single da banda canadense Simple Plan em seu terceiro álbum de estúdio, Simple Plan, lançado em 2008.

## Composição
A letra fala de uma traição. O vocalista Pierre Bouvier pronuncia firmemente o verbo fuck para falar a frase "And do you think about me when he fucks you?". Entretanto, há uma versão clean da canção em que ele pronuncia a palavra "touches".
A letra da música foi feita para uma namorada de Chuck, ele passava por uma fase difícil em sua vida.
No videoclipe, o vocalista está em um quarto onde vê sua namorada o traindo com outro em um prédio de frente ao seu. No clipe, os cinco integrantes aparecem performando a canção em um local cheio de folhas secas e plantas.

## Desempenho nas paradas
| Top (2008)                         | Melhor posição |
| ---------------------------------- | -------------- |
| Chile - 100 Singles Chart          | 29             |
| Malásia - hitz 20                  | 8              |
| Canadá - Hot 100 Singles           | 47             |
| Estados Unidos - Billboard Hot 100 | 108            |
| Estados Unidos - Billboard Pop 100 | 92             |